# Hubina
Hubina (ungarisch Hubafalva – bis 1907 Hubina) ist eine Gemeinde im Westen der Slowakei mit 533 Einwohnern (Stand 31. Dezember 2024), die zum Okres Piešťany, einem Teil des Trnavský kraj gehört.

## Geographie

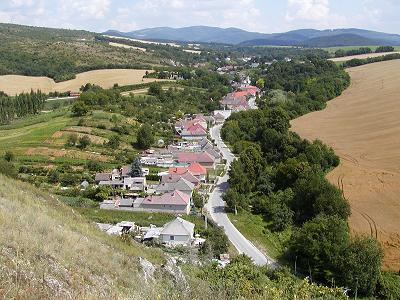
Blick auf den Ort, vom Berg Kostolec aus gesehen

Die Gemeinde befindet sich in einem Tal auf der Westseite des Gebirges Považský Inovec. Durch den Ort fließt der Bach Hubinský potok, der talabwärts in die Waag mündet. Die Höhe im knapp 27 km² großen Gemeindegebiet reicht von 163 m n.m. bis 758 m n.m. Das Ortszentrum liegt auf einer Höhe von 200 m n.m. und ist acht Kilometer von Piešťany entfernt.

## Geschichte
Der Ort wurde zum ersten Mal 1353 als Hwbyna schriftlich erwähnt und gehörte zum Herrschaftsgut der Burg Tematín. Die Haupteinnahmequelle war und ist Landwirtschaft, bis zum 19. Jahrhundert war auch Weinbau bedeutend. Im Jahre 1828 wurden 77 Häuser und 531 Einwohner verzeichnet.
Von 1976 bis 1990 war Hubina Teil der Gemeinde Moravany nad Váhom.

## Bevölkerung
| Jahr                | 1994 | 2004    | 2014    | 2024    |
| ------------------- | ---- | ------- | ------- | ------- |
| Anzahl der Personen | 516  | 480     | 491     | 533     |
| Unterschied         |      | −6,97 % | +2,29 % | +8,55 % |

| Jahr                | 2023 | 2024    |
| ------------------- | ---- | ------- |
| Anzahl der Personen | 513  | 533     |
| Unterschied         |      | +3,89 % |

Ergebnisse nach der Volkszählung 2001 (502 Einwohner):
| Nach Ethnie: - 99,20 % Slowaken - 0,60 % Tschechen | Nach Konfession: - 93,43 % römisch-katholisch - 2,59 % konfessionslos - 2,39 % keine Angabe - 1,59 % evangelisch |

## Bauwerke
- römisch-katholische Kyrill-und-Method-Kirche, 1995 geweiht